# (38393) 1999 RD191
1999 RD191 (asteroide 38393) é um asteroide da cintura principal. Possui uma excentricidade de 0.11115130 e uma inclinação de 11.30105º.
Este asteroide foi descoberto no dia 11 de setembro de 1999 por LINEAR em Socorro.